# Gabriella Genta
Gabriella Genta (Spoleto, 10 ottobre 1927 – Roma, 15 aprile 2020) è stata una doppiatrice e direttrice del doppiaggio italiana.

## Biografia
Era moglie del doppiatore Mario Bardella e madre del dialoghista Marco Bardella.
Fu attiva inizialmente presso la CID e poi, nel 1958, fu tra i fondatori della S.A.S.
Gabriella Genta è morta a Roma il 15 aprile 2020, all'età di 92 anni.

## Premi
Ottenne il Premio Voci nell'ombra 2003 per la Miglior Voce Caratterista Sezione Cinema per il doppiaggio di Joan Plowright in Callas Forever.

## Doppiaggio

### Cinema
- Joan Plowright in Tre vedove e un delitto, Jane Eyre, Un tè con Mussolini, Callas Forever, Spiderwick - Le cronache
- Frances Sternhagen in Doppia personalità,  The Mist, L'incredibile storia di Winter il delfino
- Shelley Winters in Dolly's Restaurant, L'avventura del Poseidon, Il silenzio dei prosciutti
- Jessica Tandy in Cocoon - L'energia dell'universo, Cocoon - Il ritorno, Miracolo sull'8ª strada
- Bette Davis in Chi giace nella mia bara?, Gli occhi del parco, Ritorno dall'ignoto
- Michèle Mercier in L'indomabile Angelica, Angelica e il gran sultano, Cimitero senza croci
- Sylva Koscina in Femmine tre volte, Guendalina, Le pillole di Ercole
- Shirley MacLaine in Voglia di tenerezza, Prossima fermata: paradiso
- Maggie Smith in Sister Act - Una svitata in abito da suora, Riccardo III
- Rosemary Murphy in Tutti i mercoledì, Dust
- Jean Marsh in Willow, Nel fantastico mondo di Oz
- Ingrid Thulin in Il giorno prima, L'Agnese va a morire
- Margaret Lee in La bestia uccide a sangue freddo, Cinque per l'inferno
- Suzanne Flon in Il fiore del male, Viaggio a Roma
- Annie Girardot in Morire d'amore, Non c'è fumo senza fuoco
- Catherine Deneuve in Bella di giorno, Manon 70
- Pamela Tudor in I tre del Colorado, Il tempo degli avvoltoi
- Ava Gardner in 55 giorni a Pechino
- Audrey Hepburn in Gli occhi della notte
- Cloris Leachman in A Beverly Hills... signori si diventa
- Elizabeth Taylor in Riflessi in un occhio d'oro
- Patricia Laffan in Quo vadis
- Louise Fletcher in Brainstorm - Generazione elettronica
- Vanessa Redgrave in Camelot
- Olivia de Havilland in L'ultimo avventuriero
- Estelle Getty in Dietro la maschera
- Vera Miles in Il colosso di fuoco
- Rebecca Schull in My Life - Questa mia vita
- Siân Phillips in Dune
- Jacqueline Brookes in L'innocenza del diavolo
- Helen Hayes in Una ragazza, un maggiordomo e una lady
- Doris Day in La ragazza più bella del mondo
- Katherine Helmond in Brazil
- Eileen Brennan in Signori, il delitto è servito
- Anne Haney in Bugiardo bugiardo
- Betty Buckley in E venne il giorno
- Patsy Kelly in Tutto accadde un venerdì
- Verna Bloom in L'ultima tentazione di Cristo
- Judith Anderson in Star Trek III: Alla ricerca di Spock
- Sylvia Sidney in Beetlejuice - Spiritello porcello
- Maureen Stapleton in Heartburn - Affari di cuore
- Irene Worth in Trappola mortale
- Joan Lorring in L'uomo di mezzanotte
- Eileen Atkins in Jack & Sarah
- Helena Carter in Gli invasori spaziali
- Diana Rigg in Il velo dipinto
- Charlotte Austin in Prigionieri dell'eternità
- Diane Ladd in Cuore selvaggio
- Nanette Fabray in Amy
- Sandra Seacat in Country
- Meg Mundy in Attrazione fatale
- Angelina Estrada in Ghost - Fantasma
- Doris Belack in Prime
- Anne Heywood in L'assassino... è al telefono
- Anita Gillette in A proposito di donne
- Debra Paget in Dalla Terra alla Luna
- Barbara Ewing in Le amanti di Dracula
- Gloria Paul in Operazione Crêpes Suzette
- Liz Smith in High Spirits - Fantasmi da legare
- Beatrice Straight in Power - Potere
- Anne Jackson in Guai in famiglia
- Inger Stevens in L'ora della furia
- Madeleine Moffat in Alien Autopsy
- Martine Carol in Clandestina a Tahiti
- Susy Andersen in I tre volti della paura
- Roberta Maxwell in Popeye - Braccio di Ferro
- Judy Parfitt in La ragazza con l'orecchino di perla
- Elizabeth Hoffman in The River Wild - Il fiume della paura
- Elizabeth Wilson in La vita a modo mio
- Patsy Kelly in Gli spostati di North Avenue
- Anne Bernadette Coyle in La donna esplosiva
- Lilia Skala in Flashdance
- Eve Arden in Grease - Brillantina
- May Whitty in Angoscia
- Belle Montrose in Un professore fra le nuvole (ridoppiaggio del 1987)
- Maxine Audley in L'occhio che uccide
- Shannon Welles in Un magico week-end
- Geraldine McEwan in Magdalene
- Menna Trussler in Bara con vista
- Carole Cook in L'uomo nel mirino
- Betsy Palmer in Venerdì 13
- Geraldine Fitzgerald in Poltergeist II - L'altra dimensione
- Geneviève Page in Fanfan la Tulipe
- Barbara Steele in Un angelo per Satana
- Nicole Maurey in L'invasione dei mostri verdi
- Maria Schell in Gervaise
- Lynn Cohen in Vanya sulla 42ª strada
- Yvonne Furneaux in La dolce vita
- Michèle Morgan in Vacanze d'inverno
- Valérie Lagrange in Un uomo da abbattere
- Claude Farell in I vitelloni
- Montserrat Carulla in The Orphanage
- Machiko Kyō in Rashomon
- Lucia Bosè in Le ragazze di piazza di Spagna
- Claudia Cardinale in Il circo e la sua grande avventura
- Graziella Granata in Al di là della legge
- Edda Ferronao in Ischia operazione amore
- Senta Berger in Operazione San Gennaro
- Cosetta Greco in I sogni nel cassetto
- Gianna Maria Canale in Il ponte dei sospiri
- Ornella Spegni in Proibito
- Fiorella Mari in Padri e figli
- Daniela Bianchi in L'ombrellone
- Elke Sommer in Più micidiale del maschio
- Gaia Germani in Il castello dei morti vivi
- Dada Gallotti in I due vigili
- Elina De Witt in Uccidi o muori
- Franca Rame in Rascel-Fifì
- Lola Falana in Quando dico che ti amo
- Phyllida Law in Miss Potter
- Lois Smith in Un giorno di ordinaria follia
- Vonetta McGee in Il grande silenzio
- Dorothy Alison in Un grido nella notte
- Suzanne Shepherd in Lolita
- Lauren Bacall in Un'ombra nel buio
- Selena Royle in La famiglia Sullivan
- Norma Bengell in I crudeli

### Televisione
- Lita Soriano in La donna del mistero, La donna del mistero 2, Renzo e Lucia - Storia d'amore di un uomo d'onore
- Marion Ross in Happy Days (1° voce), Brothers & Sisters - Segreti di famiglia
- Eva Maria Bauer in La clinica della Foresta Nera, Ciao dottore!
- Juliette Gréco in Belfagor o Il fantasma del Louvre
- Geraldine Fitzgerald in Kennedy
- Jean Simmons in Nord e Sud
- Stéphane Audran in La figlia di Mistral
- Jeanne Moreau in Caterina di Russia
- Louise Fletcher in Io & Luke
- Elizabeth Taylor in La lunga notte di Entebbe
- Lynn Cohen in Come Cenerentola
- Jean Stapleton in Lily Dale
- Amanda Walker in Carlo e Diana - Scandalo a corte
- Brenda Bruce in L'uomo dalla maschera di ferro
- Beatrice Arthur in Cuori senza età
- Barbara Bel Geddes in Dallas
- Julie Harris in California (2° voce)
- Anne Baxter in Hotel
- Celeste Holm in Terra promessa
- Beah Richards in La bella e la bestia
- Elizabeth Hoffman in Sisters (2° voce)
- Emmaline Henry in Strega per amore
- Anne Meara in ALF
- Eileen Brennan in Soldato Benjamin
- Jean Marsh in Dalle 9 alle 5, orario continuato
- Rebecca Schull in Wings
- Montrose Hagins in Il famoso Jett Jackson
- Pat Crowley in Joe Forrester (1° voce)
- Nyree Dawn Porter in Gli invincibili
- Dilys Laye in Straordinaria Mrs. Pritchard
- Claire Bloom in Miss Marple
- Bruni Löbel in La casa del guardaboschi[1]
- Emy Storm in Emil
- Cecilia Maresca in Milagros
- Lucrecia Capello in Micaela
- Hilda Aguirre in Catene d'amore
- Lílian Lemmertz in Destini
- Yolanda Merida in Nozze d'odio
- Diana Ingro in Signore e padrone (2ª ediz.)
- Ada Carrasco in La mia seconda madre
- Angela Ragno in Maria (2ª ediz.)
- Zoe Ducós in Piccola Cenerentola

### Animazione
- Signora Tweed in Red e Toby nemiciamici, Red e Toby nemiciamici 2
- Orchina in Taron e la pentola magica
- Regina Maustarda in Basil l'investigatopo
- Amelia in DuckTales - Avventure di paperi
- Flora in Disney Princess: Le magiche fiabe - Insegui i tuoi sogni

## Direzione del doppiaggio
- Colombo
- Cuori senza età

## Prosa radiofonica Rai
- La donna del mare di Henrik Ibsen, regia di Enzo Ferrieri, trasmessa il 17 maggio 1951.
- Il miracolo della noia di Renato Mainardi, regia di Pietro Masserano Taricco, trasmessa il 22 febbraio 1963.
- Il ritorno di Max Aub, regia di Ottavio Spadaro, trasmessa il 1º luglio 1963.
- Ancora un giorno, atto unico di Joseph Conrad, regia di Flaminio Bollini, trasmesso il 17 agosto 1963

## Prosa televisiva RAI
- La fiaccola sotto il moggio di Gabriele D'Annunzio, regia di Giorgio De Lullo, trasmessa il 9 aprile 1965.